# 第48回先進国首脳会議

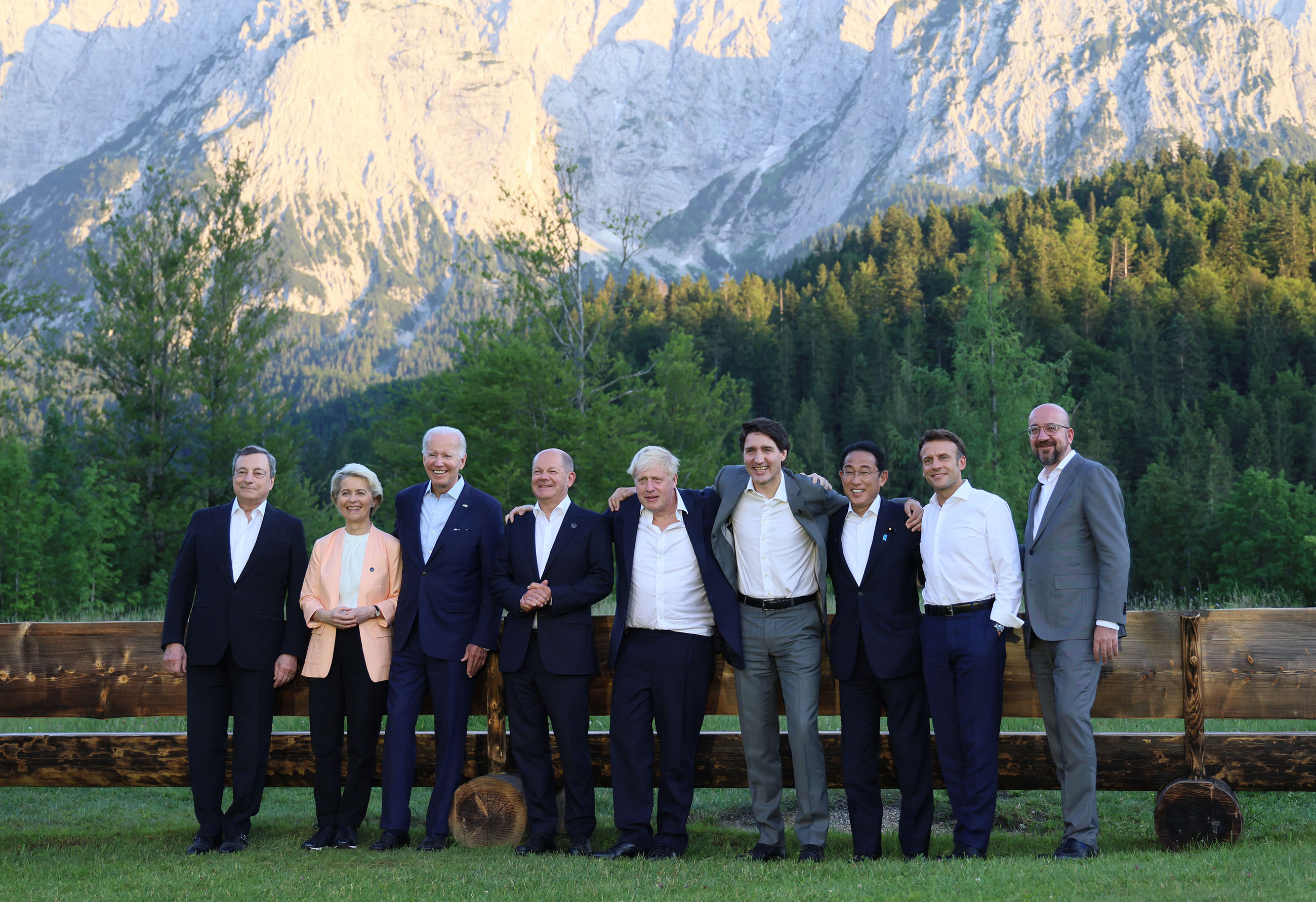

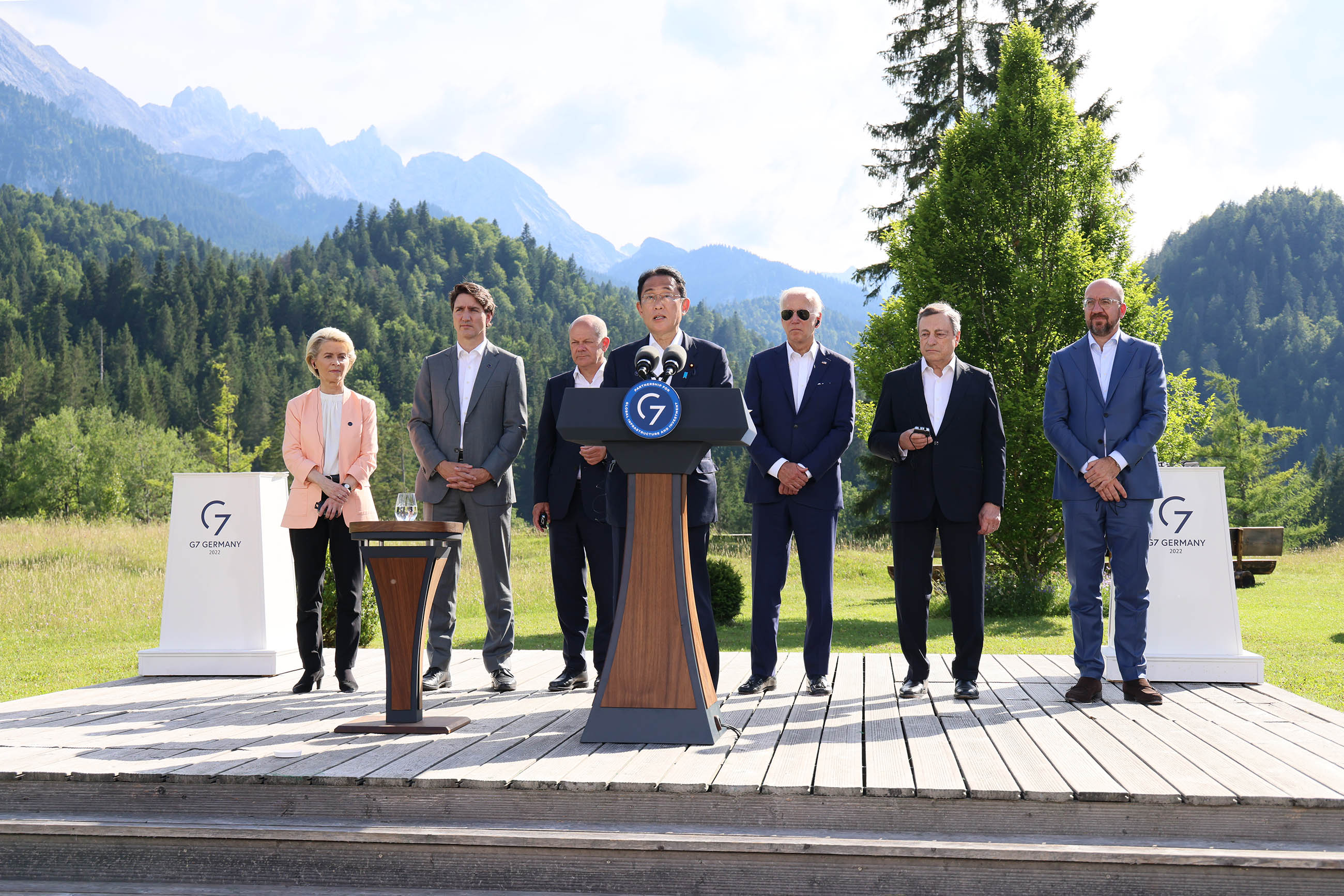

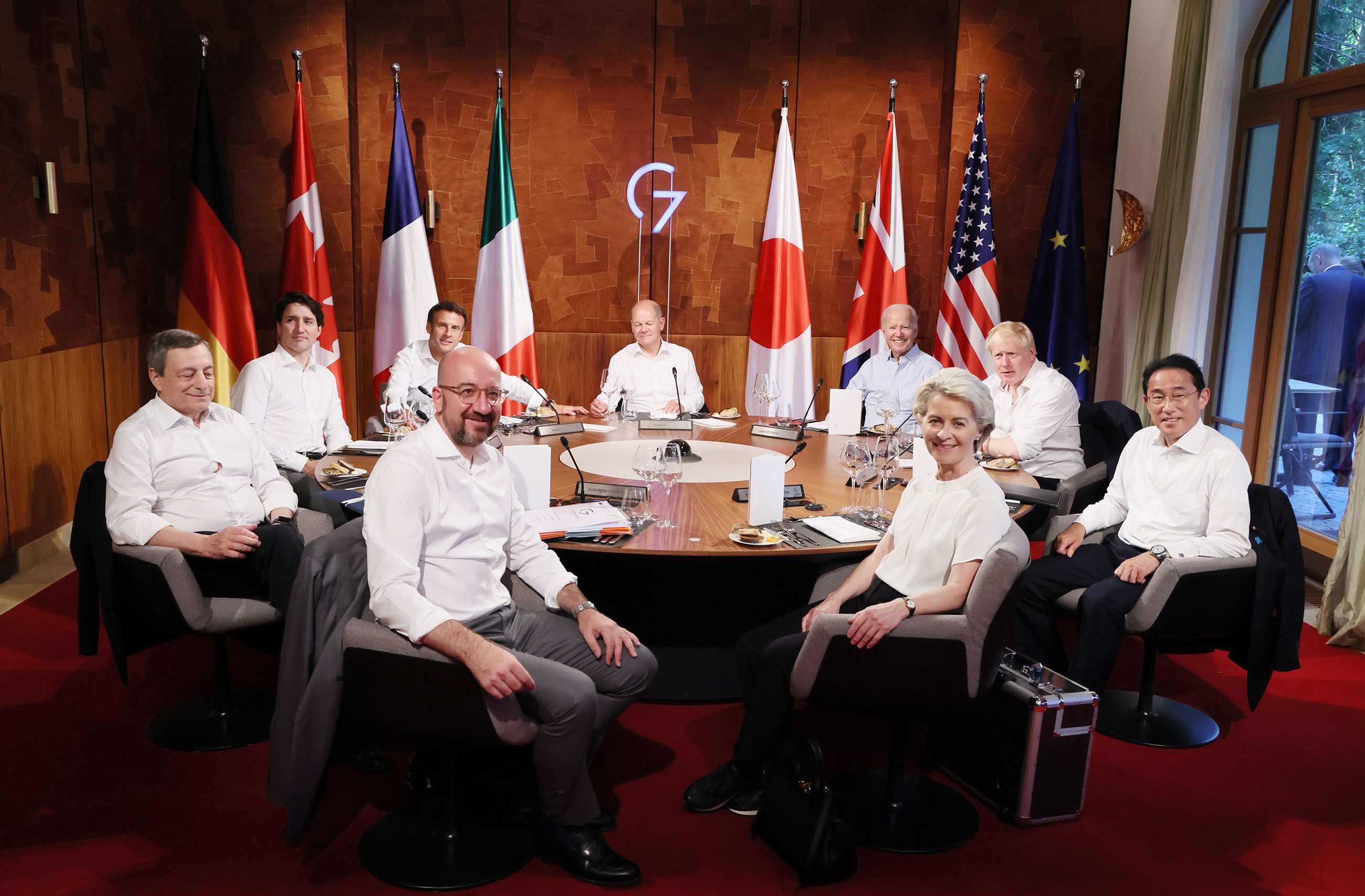

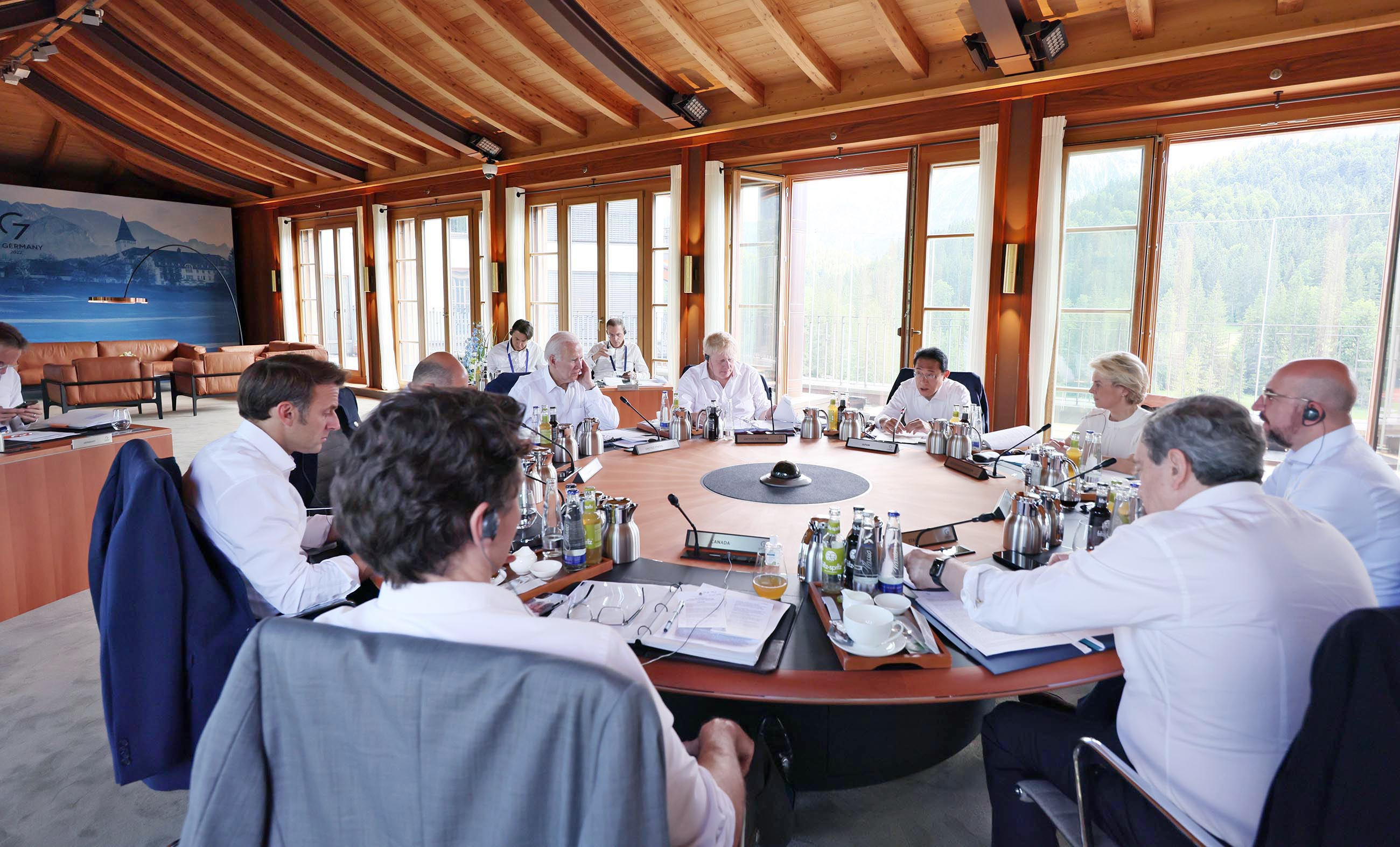

第48回先進国首脳会議（だい48かいせんしんこくしゅのうかいぎ、英語: 48th G7 summit）は、2022年6月26日から6月28日にドイツ・エルマウ城で開催されたG7サミット。ロシアによるウクライナ侵攻への対応などが議題となった。

## 参加者
| 先進7か国（開催国と議長は太字で示している。就任順） |                    |      |                                          |                  |
| メンバー                                            | メンバー           | 首脳 | 首脳                                     | 称号             |
| ドイツの旗                                          | ドイツ             |      | オラフ・ショルツ                         | 連邦首相         |
| フランスの旗                                        | フランス           |      | エマニュエル・マクロン                   | 共和国大統領     |
| アメリカ合衆国の旗                                  | アメリカ           |      | ジョー・バイデン                         | 大統領           |
| イギリスの旗                                        | イギリス           |      | ボリス・ジョンソン                       | 首相             |
| 日本の旗                                            | 日本               |      | 岸田文雄                                 | 内閣総理大臣     |
| イタリアの旗                                        | イタリア           |      | マリオ・ドラギ                           | 閣僚評議会議長   |
| カナダの旗                                          | カナダ             |      | ジャスティン・トルドー                   | 首相             |
| 欧州連合の旗                                        | 欧州連合           |      | シャルル・ミシェル                       | 欧州理事会議長   |
| 欧州連合の旗                                        | 欧州連合           |      | ウルズラ・フォン・デア・ライエン         | 欧州委員会委員長 |
| アウトリーチ会合招待者                              |                    |      |                                          |                  |
| 招待者                                              | 招待者             | 首脳 | 首脳                                     | 称号             |
| インドの旗                                          | インド             |      | ナレンドラ・モディ                       | 首相             |
| 南アフリカ共和国の旗                                | 南アフリカ         |      | シリル・ラマポーザ                       | 大統領           |
| インドネシアの旗                                    | インドネシア       |      | ジョコ・ウィドド                         | 大統領           |
| アルゼンチンの旗                                    | アルゼンチン       |      | アルベルト・フェルナンデス               | 大統領           |
| ウクライナの旗                                      | ウクライナ         |      | ウォロディミル・ゼレンスキー（遠隔参加） | 大統領           |
| セネガルの旗                                        | セネガル           |      | マッキー・サル                           | 大統領           |
|                                                     | G7 GEAC            |      | ユッタ・アルメンディンガー               | 議長             |
|                                                     | 国際エネルギー機関 |      | ファティ・ビロル                         | 事務局長         |
| 国際労働機関の旗                                    | 国際労働機関       |      | ガイ・ライダー（遠隔参加）               | 事務局長         |
|                                                     | 国際通貨基金       |      | クリスタリナ・ゲオルギエヴァ             | 専務理事         |
|                                                     | 経済協力開発機構   |      | マティアス・コールマン                   | 事務総長         |
| 国際連合の旗                                        | 国際連合           |      | アントニオ・グテーレス（遠隔参加）       | 事務総長         |
|                                                     | 世界銀行           |      | デイヴィッド・マルパス                   | 総裁             |
| 世界保健機関の旗                                    | 世界保健機関       |      | テドロス・アダノム                       | 事務局長         |
|                                                     | 世界貿易機関       |      | ンゴジ・オコンジョ・イウェアラ           | 事務局長         |

## 議題
つぎの議題が議論された。
6月26日（日曜日）
- 「世界経済（含：気候クラブ）」（ワーキングランチ）　参加者：G7首脳
- 「インフラ・投資」　参加者：G7首脳
- 「外交・安全保障」（ワーキングディナー）　参加者：G7首脳

6月27日（月曜日）
- 「ウクライナ情勢」　参加者：G7首脳、ウクライナ大統領（遠隔参加）
- 「気候、エネルギー、保健」（ワーキングランチ）　参加者：G7首脳、招待国首脳（インド、インドネシア、南アフリカ、セネガル、アルゼンチン）、国際機関の長（IEA、IMF、OECD、世銀、WHO、WTO）
- 「食料安全保障、ジェンダー平等」　参加者：G7首脳、招待国首脳（インド、インドネシア、南アフリカ、セネガル、アルゼンチン）、国際機関の長（国連（遠隔参加）、IEA、IMF、OECD、世銀、WHO、WTO、ILO（遠隔参加））

6月28日（火曜日）
- 「多国間主義、デジタル、G20」　参加者：G7首脳

## 会合後
2022年9月23日、G7首脳はロシア占領下のウクライナにおける併合に関する「住民投票」と称する施策を非難する共同声明を発表した。
11月16日、ポーランドへのミサイル着弾との情報を受けて、バイデン米大統領の主催により、G20首脳会合に出席しているG7／NATOの首脳による緊急会合が開催され、岸田文雄総理大臣が出席した。